# Nikołaj Trubieckoj (duchowny)
Nikołaj Nikonorowicz Trubieckoj, ros. Николай Никанорович Трубецкой (ur. 27 grudnia 1907 w Krasławie, zm. 18 marca 1978 w Rydze) – rosyjski emigracyjny duchowny, działacz i publicysta prawosławny.

## Życiorys
Pochodził z kniaziowskiego rodu Trubieckich. Po rewolucji październikowej 1917, jego rodzina wyjechała z Rosji na Łotwę. W 1927 N. N. Trubieckoj ukończył gimnazjum w Dźwińsku, po czym rozpoczął naukę w akademii artystycznej w Rydze, ale przerwał ją z powodu kłopotów finansowych. W 1928 ukończył kursy pedagogiczne w Dźwińsku, w 1930 seminarium duchowne w Rydze, zaś w 1934 Prawosławny Instytut Teologiczny św. Sergiusza z Radoneża w Paryżu. Od 1934 był psalmistą cerkiewnym we wsi Michałowo na Łotwie. Uczył też w miejscowej szkole. W 1936 został wyświęcony na kapłana. Posługiwał w cerkwi Świętych Symeona i Anny w Jełgawie. Od 1937 studiował teologię na uniwersytecie łotewskim. Po ataku wojsk niemieckich na ZSRR 22 czerwca 1941, wszedł w skład Pskowskiej Misji Prawosławnej. Od końca 1941 do września 1942 sprawował funkcję sekretarza łotewskiego zarządu eparchialnego. Następnie na krótko został redaktorem naczelnym organu prasowego misji „Prawosławny Chrześcijanin”, po czym posługiwał w cerkwi Opieki Matki Bożej w okupowanej Rydze. Pod koniec października 1944 został aresztowany przez NKWD. Po procesie skazano go w 1945 na karę 10 lat łagrów. Osadzono go w obozie w Republice Komi. W 1954 wyszedł na wolność. Od 1956 był proboszczem cerkwi Św. Ducha w Ikszkile, zaś od 1957 w łotewskim Ķemeri. W 1960 posługiwał w cerkwi Obrazu Chrystusa Nie Ludzką Ręką Uczynionego w Rydze. Pochowany na cmentarzu prawosławnym w Rydze.